# Вараньйо
Вараньйо (фр. Varagno, корс. Varagnu) — річка Корсики (Франція). Довжина 16,8 км, витік знаходиться на висоті 1 630 метрів над рівнем моря на західних схилах гори Пунта ді Таоріа (Punta di Taoria) (1769 м). Впадає в річку Орбу на висоті 27 метрів над рівнем моря.
Протікає через комуни: Ізолаччо-ді-Фьюморбо, Поджо-ді-Нацца, Прунеллі-ді-Фьюморбо, Гізоначча, Гізоні і тече територією департаменту Південна Корсика та кантонами: Прунеллі-ді-Фьюморбо (Prunelli-di-Fiumorbo) та Гізоні (Ghisoni).